# Al-Chalidijja (Hama)
Al-Chalidijja (arab. الخالدية) – miejscowość w Syrii, w muhafazie Hama. W 2004 roku liczyła 4740 mieszkańców.